# کریگ هنیگان
کریگ هنیگان (انگلیسی: Craig Henighan) تدوین‌گر اهل ایالات متحده آمریکا است. وی همچنین برندهٔ جوایزی همچون جوایز امی ساعات پربیننده شده‌است.